# Іволга Сергій Олексійович
Сергі́й Олексі́йович І́волга (нар. 28 грудня 1969 — 13 лютого 2015) — солдат Збройних сил України.

## Життєвий шлях
26 років відпрацював покрівельником рулонних покрівель на Нікопольському феросплавному заводі.
У часі війни — механік-водій, 40-й окремий мотопіхотний батальйон «Кривбас».
Загинув 13 лютого 2015-го у бою під Дебальцевим. В тому ж бою загинув старший лейтенант Денис Каморников.
Ідентифікований серед похованих під Дніпропетровськом невідомих Героїв.
20 липня 2015 року з Сергієм попрощалися у Придніпровському, перепохований на центральному кладовищі Нікополя.
Без Сергія лишились дружина Ія, син Ілля, 1992, онуки Марія та Станіслав.
29 червня 2019 року Сергія Іволгу було вшановано учасником забігу - ігуменом Меркурієм Скороходом, під гаслом «Герої не вмирають!» який пройшов у Нікополі. Загалом пробігли 3,4 км

## Нагороди та вшанування
- Указом Президента України № 270/2015 від 15 травня 2015 року — орденом «За мужність» III ступеня (посмертно)[2]